# فرنسيس جونسون
فرنسيس جونسون (21 مايو 1880 في أستراليا - 28 مايو 1951) (بالإنجليزية: Francis Johnson)‏ هو لاعب كريكت أسترالي.

## وصلات خارجية
- فرنسيس جونسون على موقع إي آس بي آن كريك إنفو (الإنجليزية)